# Кофмен (округ)
Округ Кофмен (англ. Kaufman county) — округ штата Техас Соединённых Штатов Америки. На 2000 год в нем проживало 71 313 человек. По оценке бюро переписи населения США в 2009 году население округа составляло 103 038 человек. Окружным центром является город Кофмен.

## История
Округ Кофмен был сформирован в 1848 году. Он был назван в честь Дэвида Кауфмана (Кофмена), дипломата и первого еврея-конгрессмена США от штата Техас.

## География
По данным бюро переписи населения США площадь округа Кофмен составляет 2090 км², из которых 2036 км² — суша, а 21 км² — водная поверхность (2,57 %).

### Основные шоссе
- Федеральная автострада 20
- Шоссе 80
- Шоссе 175
- Автострада 34
- Автострада 205
- Автострада 243

### Соседние округа
- Хант  (север)
- Ван-Зандт  (восток)
- Хендерсон  (юг)
- Эллис  (юго-запад)
- Даллас  (запад)
- Рокуолл  (северо-запад)